# چگونه به یک زن عشق بورزیم
چگونه به یک زن عشق بورزیم یک فیلم کمدی سکسی آمریکایی محصول سال ۲۰۱۰ به کارگردانی اسکات کالور و نویسندگی دنیس کائو و با بازی جاش مایرز، کریستن ریتر، یوجین برد، جیمز هانگ و ایان سامرهالدر است. این فیلم در ژوئیه ۲۰۱۰ توسط E1 Entertainment به صورت DVD در ایالات متحده منتشر شد.

## داستان
این فیلم دربارهٔ اندی (با بازی جاش مایرز) و ارتباطات نادرست او در مورد رابطه جنسی است…

## بازیگران
- جاش مایرز در نقش اندی
- کریستن ریتر در نقش لورن
- یوجین برد در نقش لین
- ایان سامرهالدر در نقش دانیل
- جنا جیمسون در نقش خودش
- کن جونگ در نقش کرتیس لی
- جیمز کیسون لی در نقش هارون
- راویو اولمان در نقش اسکات کانرز
- جیمز هونگ در نقش سیفو
- کاترین ریتمن در نقش وانی
- پیتر جیسون در نقش آقای کانرز
- رایان کی در نقش خودش
- کریس ویولت در نقش متصدی پمپ بنزین